# Signe Romée
Signe Augusta Romée. född 23 december 1901 i Trelleborg, död 1989, var en svensk målare.
Hon var dotter till målarmästaren Otto Hultberg och Augusta Borgqvist och från 1927 gift med Oscar Romée. Hon studerade vid en målarkurs anordnad av Skånska målarskolan i Trelleborg. Separat ställde hon ut i Trelleborg 1950 och hon medverkade i utställningar arrangerade av Konstföreningen för Trelleborg och Söderslätt och Malmö konstförening. Hennes konst består av landskap från sydvästra Skåne, porträtt och stilleben utförda i olja, pastell eller akvarell. Romée är representerad vid Trelleborgs museum. 